# Sturmia convergens
Sturmia convergens är en tvåvingeart som först beskrevs av Christian Rudolph Wilhelm Wiedemann 1824.  Sturmia convergens ingår i släktet Sturmia och familjen parasitflugor. Inga underarter finns listade i Catalogue of Life.